# Енгельс Євген Робертович
Євген Робертович Енгельс (нар. 12 (24) квітня 1888 — 5 (18) грудня 1916) — російський льотчик, викладач школи морської авіації, творець човна-моноплана, штабс-капітан.

## Біографія
Народився 12 (24 квітня) 1888 року. В 1909 році закінчив Морське інженерне училище і випущений корабельним гардемарином, в 1912 році отримав диплом льотчика у Франції.
На початку першої світової війни став льотчиком спостерігачем, а з кінця 1914 року — учнем Качинської авіаційної школи. Тут він освоїв літак і побудував моноплан «Орел» своєї конструкції, а також завідував теоретичними класними заняттями. Через непорозуміння з начальником школи у жовтні 1915 року переведений на посаду завідувача майстернями Гутуєвської школи морської авіації в Петрограді, а в кінці того ж року разом зі школою переведений в Баку.
Ставши льотчиком-інструктором, і політавши на гідролітаках, побудував літаючий човен-винищувач. У першому польоті 8 серпня (листопада) 1916 року літак з двигуном «Гном-Моносусап» у 100 к. с., пілотований самим Є. Р. Енгельсом, показав швидкість, рекордну для літаючих човнів — 170 км/год. Випробування проходили в Бакинській школі морської авіації.
У другому польоті 5 (18 грудня) 1916 року відбулася катастрофа. Зліт машини був ідеальним. Гідролітак плавно набрав висоту 600 м, і тут, за свідченням очевидців, у повітрі зламався задній лонжерон правого крила по отворах полегшення в його стінках. Стався обрив заднього верхнього троса перекошування, який в польоті провисав, вібрував і потім намотався на гвинт. Після цього машина перейшла в круте пікірування і вдарилася об воду. Уламки гідролітака були виловлені відразу, але тіло пілота вдалося знайти лише через півтора тижні після посилених пошуків.

## Розслідування катастрофи
Офіційна комісія, що розслідувала катастрофу, прийшла до висновку, що головною причиною загибелі була поломка заднього коробчатого лонжерона через те, що кріплення площин до рами були недостатніми. Була висунута версія, що морський винищувач загинув тому, що конструктор віддав перевагу легкості конструкції на шкоду міцності.
Очевидці катастрофи морського винищувача, колишні інструктори Бакинської авіашколи — вважали, що загибель літаючого човна Енгельса була результатом диверсії. Про те, що дійсно мала місце диверсія, свідчить і лист начальника Бакинської школи морської авіації, капітана 1-го рангу Яновича, адресований одному з офіцерів Морського Генштабу і датований 14-м груднем 1916 року. У ньому повідомляється, що за кілька днів до катастрофи Енгельс виявив на своєму літаку підпиляні троси управління. Він відразу звернувся до старшого лейтенанта Грузінова з проханням виставити охорону до своєї машини, але воно з незрозумілих причин так і не була виконане.